# Engelbert Humperdinck (zeneszerző)
Engelbert Humperdinck  (Siegburg, 1854. szeptember 1. – Neustrelitz, 1921. szeptember 27.) német zeneszerző. Neve a Jancsi és Juliska című operájától lett világhírű. A legnagyobb hatást zenéjére Richard Wagner gyakorolta.

## Élete

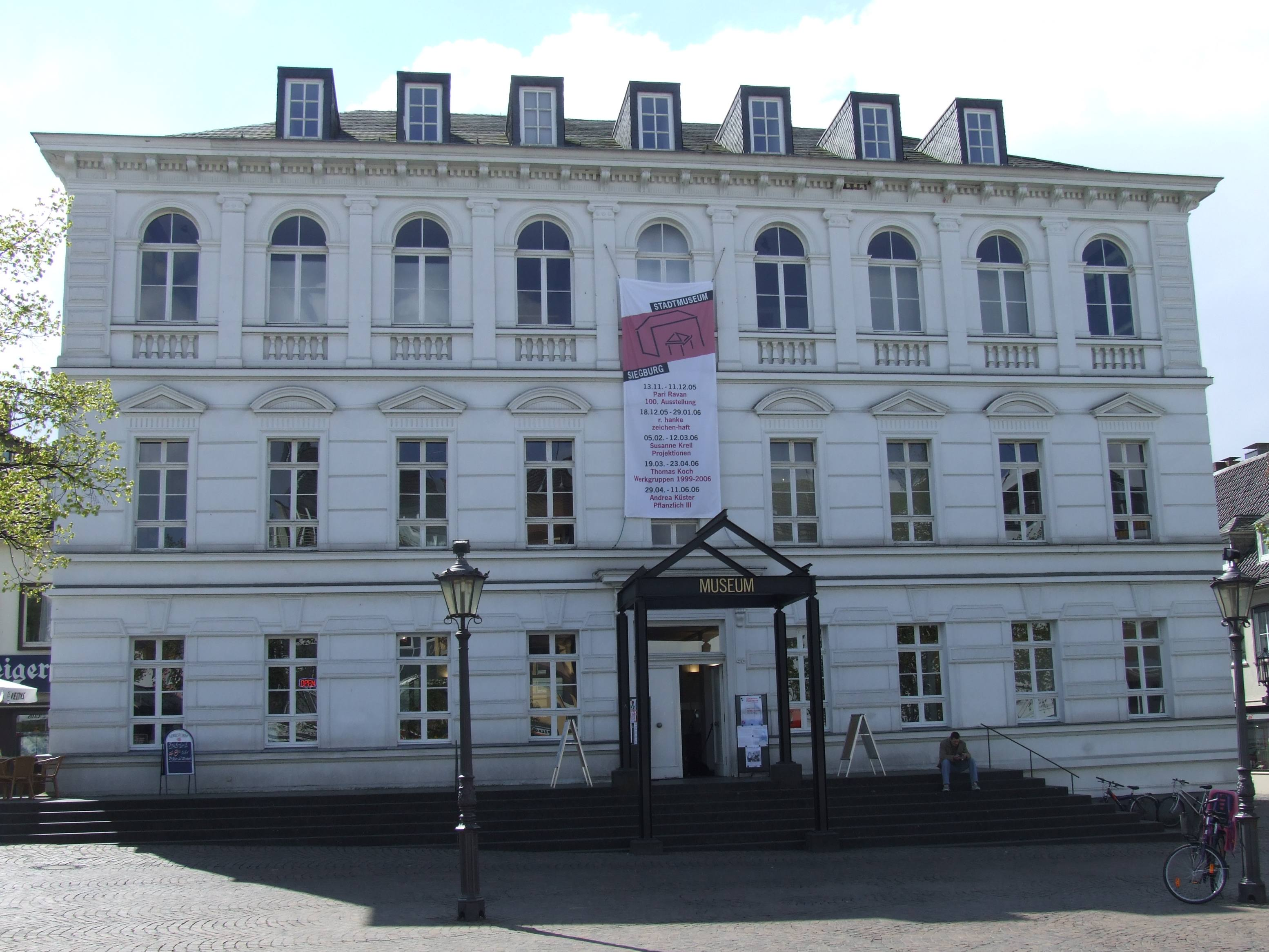
Humperdinck szülőháza, a siegburgi gimnázium, ma a városi múzeum

Édesapja, Gustav Humperdinck (1823–1902) szülővárosa gimnáziumának igazgatója, édesanyja, Gertrud Hartmann (1835–1903) a paderborni dóm karnagyának énekes képzésben részesült lánya volt. Humperdinck hétéves korától a szülői házban tanult zenét. Az érettségi vizsgát 1871-ben, Paderbornban tette le. Apja kérésére építészi tanulmányokat kezdett, de végül saját zenei érdeklődésének engedve, 1872 áprilisában sikeresen felvételizett a kölni konzervatóriumba. Négy éven át Ferdinand Hiller osztályába járt.
1876-ban Mozart-ösztöndíjat nyert, így 1877-től a müncheni Königliche Musikschuléban Josef Gabriel Rheinbergernél, majd magántanulóként Franz Paul Lachnernél zenei tanulmányokat folytatott. Ez idő alatt számos művet komponált, a Wallfahrt nach Kevelaar (1878) és a Das Glück von Edenhall (1879) kórusművei komolyabb elismerést hoztak számára.
1879-ben Mendelssohn-ösztöndíjjal Olaszországba utazott. 1880. március 9-én Nápolyban megismerkedett Wagnerrel, akit először 1873-ban Kölnben látott vezényelni, s aki meghívta őt Bayreuthba. 1880–81-ben a Parsifal ősbemutatójának előkészítésében segített Wagnernek. (Ennek a nyoma az eredeti partitúrákban is fellelhető, Wagner a színváltozásokat nem vette figyelembe, így az általa írt zene alatt a színeket nem lehetett megváltoztatni. Humperdinck töltötte ki ezeket a szüneteket zenével.)
1882–83-ban a Meyerbeer Alapítványtól nyert díjjal járt Francia- és Spanyolországban, Marokkóban. 1882 decemberében Velencében találkozott utoljára Wagnerral. Hazatérve sikertelenül próbált karmesteri álláshoz jutni valamelyik német városban. 1885–86-ban Barcelonában tanított, nyaranta a Bayreuthi Ünnepi Játékokon dolgozott éveken át. A megélhetésért több állást vállalt: volt zenekritikus több lapnál, tanár Kölnben és Frankfurt am Mainban, kiadói lektor Mainzban. Itt segített nyilvánossághoz juttatni Hugo Wolf műveit.
1892-ben írta és 1893-ban fejezte be fő művét, a Jancsi és Juliska (Hänsel und Gretel) meseoperáját, melynek ősbemutatója a weimari Udvari Színházban volt, 1893. december 23-án. A librettót nővére, férjezett nevén Adelheid Wette írta Jacob és Wilhelm Grimm meséjéből, a zenemű adottságainak megfelelően átdolgozva.
Ebben az operában Humperdinck népdalszerű elemeket alkalmazott a wagneri vezérmotívum mellett. (Budapesti ősbemutatója 1895. február 2-án volt, a librettót Ábrányi Emil fordította. Két év múlva Humperdinck a magyar fővárosba látogatott az 50. előadásra.)
A mű világsikert aratott és anyagi biztonságot jelentett szerzőjének. 1896-ban a császár professzori címet adományozott számára. Függetleníthette magát, új családjával, 1897-ben Boppardban vett villájába vonult vissza, ahol szívesen kertészkedett.
1900 végén meghívták a berlini Művészeti Akadémiára, a zeneszerzés mesterosztály vezetőjének. A következő időszakban a boppardi ház nyári lakója lett. 1905-től több nagy utat tett (Észak-Afrika, Egyesült Államok, Görögország stb.) Berlinben szorosan együttműködött Max Reinhardttal, sok kísérőzenét írt színháza részére. Saját operái sorát is gyarapította pl. a Dornröschen (Csipkerózsika), Königskindert és a Die Heirat wider Willent.
1911-ben Max Bruch utóda lett a berlini Királyi Zeneművészeti Főiskola zeneelmélet–zeneszerzés szakán. 1913-ban meghalt felesége, saját egészsége is egyre romlott, ezért 1920-ban lemondott minden állásáról. A következő évben szélütés következtében meghalt.
Humperdinck zenéjén Richard Wagner zenéjének befolyása érződik. Azonban a Königskinder operájában Humperdinck egy új technikát is alkalmazott a „Sprechgesang” azaz az énekbeszéd technikát, amit később Arnold Schönberg tökéletesített.

## Művei

### Operák, saját színpadi művek
- Hänsel und Gretel (Weimar, 1893, magyarul Jancsi és Juliska Magyar Állami Operaház, 1895. február 2.)
- Die sieben Geißlein (mesejáték zongorával, Berlin, 1895)
- Königskinder (melodráma: München, 1897; opera: New York, 1910; magyarul Királyfi és királylány Operaház, 1912. október 8.)
- Csipkerózsika (Frankfurt, 1902)
- Die Heirat wider Willen (Berlin, 1905)
- Bübchens Weinachtstraum (betlehemes játék, Berlin, 1906)
- The Miracle (pantomim, London, 1911)
- Die Marketenderin (Köln, 1914)
- Gaudeamus (Darmstadt, 1919)

### Egyéb művei
- Zongoradarabok, vonósnégyesek, zenekari művek
- Arisztophanész Lysistratájának (1908), Shakespeare A vihar és Téli rege című színműveihez kísérőzene
- Átdolgozta Auber: Bronzlovas című dalművét
- Kiadta Bach J. S. prelúdiumait és fúgáit

### Írásai
- Instrumentationslehre (1892)
- Parsifal-Skizzen (1907)
- Die Zeitlose. Modernes Traummärchen (1921)